# Saint-Sauvant (Viena)
Saint-Sauvant és un municipi francès situat al departament de la Viena i a la regió de la Nova Aquitània. L'any 2007 tenia 1.318 habitants.

## Demografia

### Població
El 2007 la població de fet de Saint-Sauvant era de 1.318 persones. Hi havia 565 famílies de les quals 162 eren unipersonals (61 homes vivint sols i 101 dones vivint soles), 210 parelles sense fills, 145 parelles amb fills i 48 famílies monoparentals amb fills.
La població ha evolucionat segons el següent gràfic:
Habitants censats

### Habitatges
El 2007 hi havia 749 habitatges, 570 eren l'habitatge principal de la família, 114 eren segones residències i 65 estaven desocupats. 712 eren cases i 24 eren apartaments. Dels 570 habitatges principals, 428 estaven ocupats pels seus propietaris, 127 estaven llogats i ocupats pels llogaters i 14 estaven cedits a títol gratuït; 17 tenien una cambra, 41 en tenien dues, 94 en tenien tres, 135 en tenien quatre i 282 en tenien cinc o més. 422 habitatges disposaven pel capbaix d'una plaça de pàrquing. A 258 habitatges hi havia un automòbil i a 235 n'hi havia dos o més.

### Piràmide de població
La piràmide de població per edats i sexe el 2009 era:
| Homes | Edats   | Dones |
| ----- | ------- | ----- |
| 0     | 95 o +  | 4     |
| 4     | 90 a 94 | 8     |
| 12    | 85 a 89 | 12    |
| 16    | 80 a 84 | 28    |
| 44    | 75 a 79 | 44    |
| 44    | 70 a 74 | 36    |
| 44    | 65 a 69 | 48    |
| 24    | 60 a 64 | 36    |
| 48    | 55 a 59 | 8     |
| 52    | 50 a 54 | 28    |
| 36    | 45 a 49 | 48    |
| 40    | 40 a 44 | 36    |
| 40    | 35 a 39 | 44    |
| 52    | 30 a 34 | 56    |
| 40    | 25 a 29 | 32    |
| 24    | 20 a 24 | 20    |
| 36    | 15 a 19 | 52    |
| 68    | 10 a 14 | 16    |
| 24    | 5 a 9   | 44    |
| 44    | 0 a 4   | 24    |

## Economia
El 2007 la població en edat de treballar era de 776 persones, 598 eren actives i 178 eren inactives. De les 598 persones actives 536 estaven ocupades (314 homes i 222 dones) i 61 estaven aturades (27 homes i 34 dones). De les 178 persones inactives 71 estaven jubilades, 45 estaven estudiant i 62 estaven classificades com a «altres inactius».

### Ingressos
El 2009 a Saint-Sauvant hi havia 586 unitats fiscals que integraven 1.362 persones, la mediana anual d'ingressos fiscals per persona era de 15.349 €.

### Activitats econòmiques
Dels 40 establiments que hi havia el 2007, 1 era d'una empresa alimentària, 10 d'empreses de construcció, 11 d'empreses de comerç i reparació d'automòbils, 1 d'una empresa de transport, 1 d'una empresa d'hostatgeria i restauració, 2 d'empreses d'informació i comunicació, 1 d'una empresa financera, 1 d'una empresa immobiliària, 2 d'empreses de serveis, 5 d'entitats de l'administració pública i 5 d'empreses classificades com a «altres activitats de serveis».
Dels 13 establiments de servei als particulars que hi havia el 2009, 1 era una oficina de correu, 1 una oficina bancària, 1 taller de reparació d'automòbils i de material agrícola, 3 paletes, 2 guixaires pintors, 2 fusteries, 1 lampisteria, 1 perruqueria i 1 restaurant.
Dels 3 establiments comercials que hi havia el 2009, 2 eren botiges de menys de 120 m² i 1 una fleca.
L'any 2000 a Saint-Sauvant hi havia 60 explotacions agrícoles que ocupaven un total de 3.627 hectàrees.

## Equipaments sanitaris i escolars
El 2009 hi havia 1 farmàcia i 1 ambulància.
El 2009 hi havia una escola elemental.

## Poblacions més properes
El següent diagrama mostra les poblacions més properes.